# Петар Ћиритовић
Петар Ћиритовић (хрв. Petar Ćiritović; Дубрава, Загреб, 1979) је хрватски дипломирани економиста и телевизијски и филмски глумац.

## Биографија
Рођен је и одрастао у загребачком насељу Дубрави.
Завршио је економски факултет, а тренутно похађа Академију драмских умјетности.
Многи га памте по улози Луке Драгана у сапуници „Обични људи“.

## Приватно
Ћиритовић је фасциниран ликом тајног агента 007, а најомиљенији глумац тог лика му је Роџер Мур. 
У вези је са глумицом Бугом Жупарић коју је упознао на снимању „Обичних људи“ .

## Филмографија

### Телевизијске улоге
| Год.     | Назив                       | Улога            |
| -------- | --------------------------- | ---------------- |
| 2006—07. | Обични људи                 | Лука Драган      |
| 2007.    | Завера                      | Борис Марић      |
| 2007—08. | Не дај се, Нина             | Петар Видић      |
| 2008.    | Добре намјере               | Штаксов пријатељ |
| 2008.    | Заувијек сусједи            |                  |
| 2008.    | Закон љубави                |                  |
| 2009—10. | Долина сунца                | Јуран Витезовић  |
| 2013.    | Почивали у миру (ТВ серија) |                  |

### Филмске улоге
| Год.  | Назив              | Улога             |
| ----- | ------------------ | ----------------- |
| 2009. | Човјек испод стола | градски службеник |